# Фасти
Фасти (лат. fasti) у Стародавньому Римі:
1. Fasti dies — позначення сприятливих днів у римському календарі;[⇨][1]
2. Fasti Sacri або просто Fasti — назва самого римського календаря, в якому вказані особливі дні та свята;[⇨][2][3]
3. Fasti — священні книги, кам'яні або мармурові плити, куди записувався річний римський календар із зазначенням fasti dies та інших днів;[⇨][3][4]
4. Fasti — назва незавершеної поеми[ru] давньоримського поета Овідія, яку він писав приблизно в 2-8 роках н. е;
5. Fasti Magistrales або Fasti Annales — мармурові плити, на яких висічені різні щорічні реєстри вищих магістратів та короткий опис найважливіших подій за рік.[⇨]

## Етимологія терміну
Fasti — це множина латинського прикметника fastus, який частіше вживався як іменник і означав «те, що дозволено», «те, що є законним в очах богів». В свою чергу, fastus походить від fas, що перекладається як «воля богів» або «божественний закон».

## Fasti dies
Первісно, у Стародавньому Римі слово fasti мало значення «щасливий, вдалий, погоджений [з богами]» і вживалося стосовно римського календаря, дні якого поділялися на fasti dies (благословенні, сприятливі дні) та nefasti dies (неблагословенні, несприятливі дні). Введення такого поділу днів на дві групи приписують другому царю Риму Нумі Помпілію, що правив з 717 по 673 рік до н. е.
Римляни вірили, що у благословенні дні боги створювали найкращі умови для будь-яких звершень (будівництво, торгівля, релігійні обряди, судочинство, початок подорожі, тощо) і сприяли їм. Відповідно, у nefasti dies боги не допомагали, відтак, вони вважалися несприятливими, тому в ці дні римляни намагалися утриматися від будь-яких важливих приватних і державних справ.
Fasti dies ділилися на:
- dies fasti comitiales;
- dies fasti non comitiales.

В будь-який день fasti dies консул мав право на lege agere, тобто міг скликати коміції, а от підлеглі йому магістрати могли «мати справу з народом» (cum populo agere) лише в dies fasti comitiales, але не в дні другої групи.

### Nefasti dies
Це були сакральні (священні) дні року, до яких відносилися:
- dies religiosi — дні шанування мертвих, також дні присвячені культу богині Весті або богам підземного царства;
- atri dies — дні відзначені якимись жалобними історичними спогадами;
- наступні дні, що слідують за ідами, нонами та календами.

Особливо суворо релігійним настановам слідували вищі магістрати при виконанні своїх обов'язків: наприклад, претор і консул в nefasti dies не могли вимовляти слова do, dico, addico (тобто, не могли надавати, говорити, судити). Відповідно, судові установи в такі дні були зачинені.
Окремо варто розглянути нундіни, які вважалися nefasti до 287 до н. е. Первісно, це були вихідні дні, коли мешканці навколишніх сіл приходили до Риму для продажу або купівлі вирощених ними продуктів. Для того, аби цього дня селяни могли вирішувати свої юридичні справи, закон Lex Hortensia змінив статус нундінів на dies fasti non comitiales.

### Змішані дні
Окрім fasti dies та nefasti dies існували також змішані дні:
- dies intercisi, які вважалися nefasti вранці і ввечері, але fasti в проміжні години;
- dies fissi, які вважалися nefasti до завершення сакральних ритуалів.

## Fasti Sacri (календар)

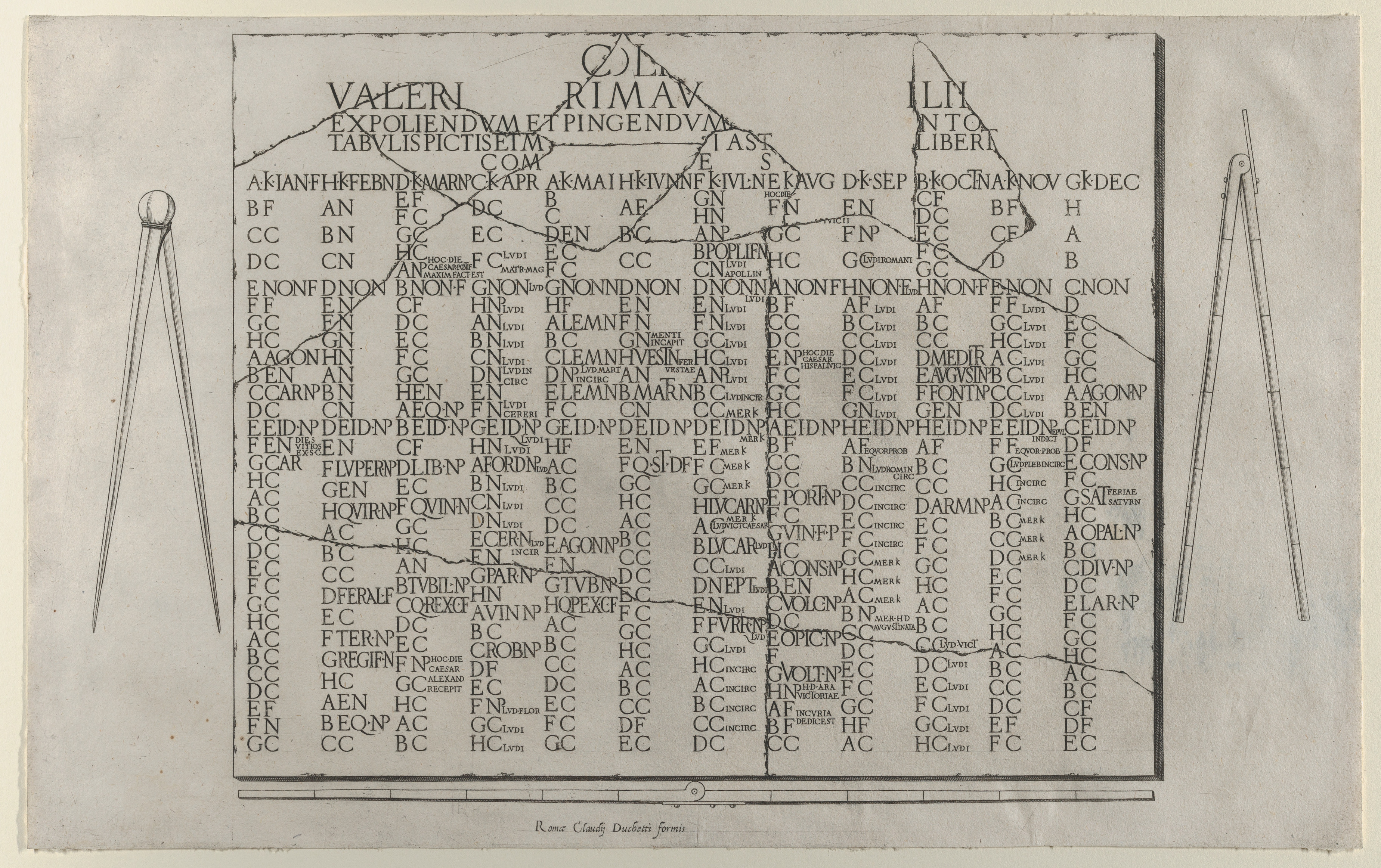
Fasti Maffeiani — один з найкраще збережених римських календарів (поч. І ст. н.е.)

Календарі записували у священні книги, які теж отримали назву Fasti. Дні в таких книгах позначали наступними скороченнями:
- F — fasti dies;
- N або NP — nefasti dies;
- С — dies comitiales;
- EN — dies intercisi;
- Q. R. C. F. (= quando rex comitiavit fas) — dies fissi (дні, коли священний цар головує в калатних коміціях, це 24 березня і 24 травня)
- Q. ST. D. F. (= quando stercus delatum fas) — день прибирання у храмі Вести, коли з нього виносилися сміття і бруд (15 червня).

Теодор Моммзен підрахував кількість різних днів за рік і отримав наступний результат:
- dies fasti — 45;[a]
- dies comitiales — 194;
- dies nefasti — 48;
- dies religiosi — 57;
- dies intercisi — 8;
- dies fissi — 3.

В сумі це 355 днів — саме стільки їх було у римському календарі.
Від заснування міста (сер. VIII ст. до н. е.) і наступні чотири з половиною століття знаннями про календар володіли виключно члени колегії понтифіків. Вони складали річний календар і першого числа на калатних комціях оголошували дні лише на поточний місяць. Оскільки суди працювали тільки у погоджені дні, на калатних коміціях римлянин міг дізнатися, коли вони працюють аби до них звернутися. Інший спосіб дізнатися наперед коли будуть dies fasti і щось спланувати — за винагороду спитати у небагатьох привілейованих. Відповідно, такий стан речей давав можливість збагатитися жерцям.
Інший аспект — політичне значення dies fasti: оскільки з VI по IV ст. до н. е. колегія понтифіків складалася виключно з патриціїв, це давало їм можливість через підміну або перестановку днів коміцій унеможливлювати проведення народних зборів і, таким чином, здійснювати політичні маніпуляції. Так тривало до 304 до н. е., коли курульний еділ Гней Флавій оприлюднив список dies fasti на весь рік, після цього стало традицією записувати річний календар на кам'яній чи мармуровій плиті і виставляти на загальний огляд.
Календар ділився на тижні, що складалися з 8 днів. Дні позначався літерами від А до Н, після чого писалося скорочене позначення (F, N, С, EN і т. д.). Поступово в такі календарі почали вписувати позначення свят, священних дійств, ігор, історичних подій, астрономічних даних.
Оскільки велике значення у календарі мали саме fasti dies, календар отримав назву Fasti Sacri або просто Fasti.

## Фасти (кам'яна плита)

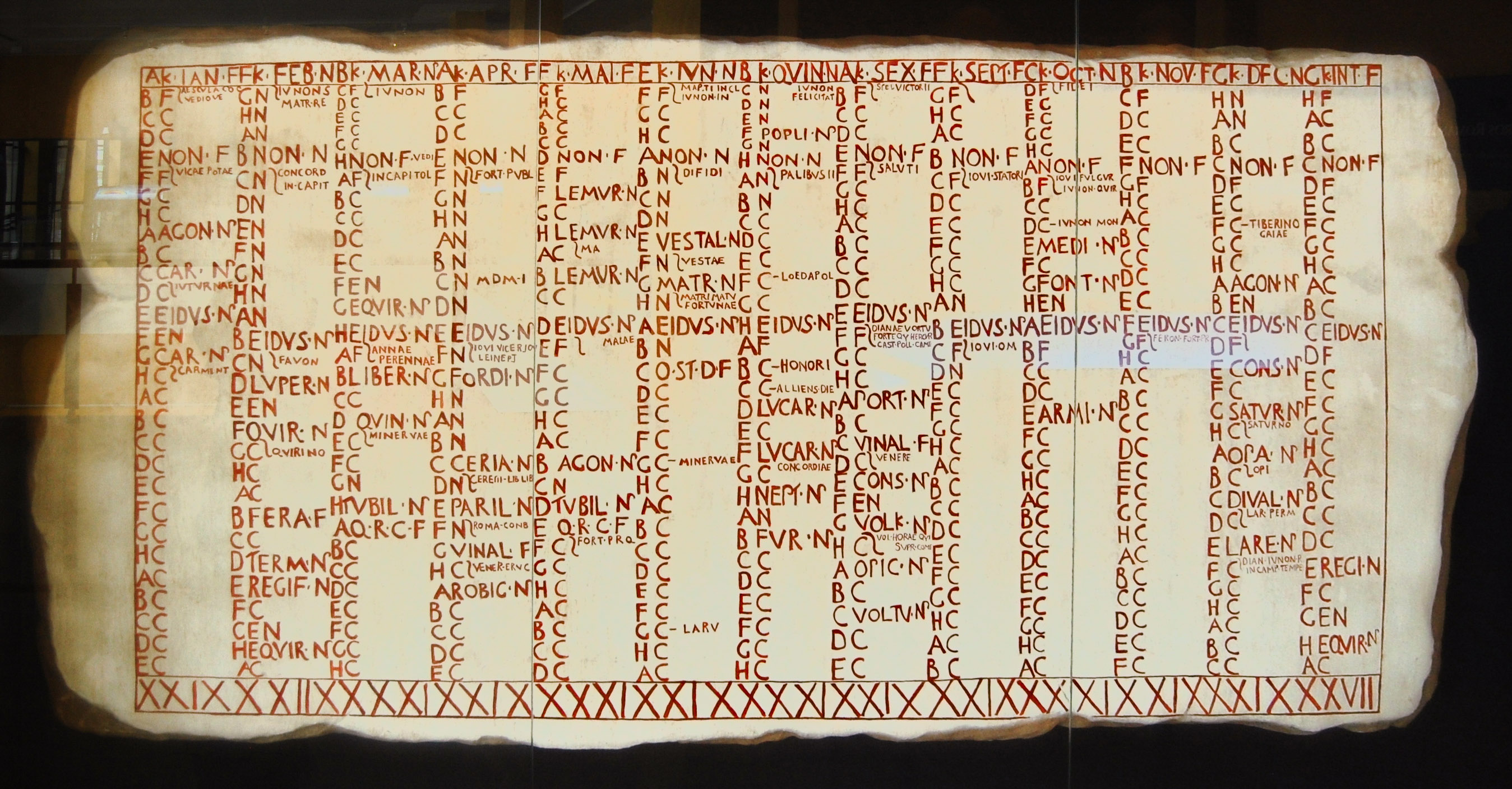
Реконструйований доюліанский римський календар Fasti Antiates в Анціо, який датують між 84 і 55 до н. е.

На мармуровій або кам'яній плиті, зазвичай, були перераховані місяці і дні року; нони, іди, нундіни, dies fasti, dies nefasti, dies fasti comitiales та інші. Часто у календарях разом зі святами вказувалися різні астрономічні спостереження, наприклад, схід і захід нерухомих зірок, виділявся початок кожної пори року. Згодом у календарі почали додавати короткі повідомлення про проведення та значення певних обрядів, ритуалів, славетні перемоги та жахливі лиха. У пізніші часи стало звичним віддавати шану членам імператорської родини, записуючи їхні подвиги та почесті в календарі. Також на одному з календарів збереглися звинувачення (філіппіки) Цицерона щодо Марка Антонія.
З часом, складання календарів перестало бути виключно справою жерців, їх почали складати і громадяни, що не були пов'язані з релігією. Так, до нас дійшов календар Fasti Praenestini (який також називають Сalendarium Praenestinum або Fasti Verriani) висічений на мармуровій плиті, який був складений граматиком Веррієм Флакком і який зберігся лише частково (місяці січень, лютий, березень, квітень та грудень). Він був найдений у 1770 році у місті Пренесте (нині Палестрина).
Такі календарі, окрім інформації про священні дійства і ритуали, розповідали про щоденні новини, за що отримали назву Fasti Diurni. Вони ділилися на міські (urbani) та сільські (rustici), в них позначалися ще й базарні дні. У селян було менше бенкетів, жертвоприношень, церемоній і свят, ніж у жителів міст, натомість їх календарі містили деякі вказівки щодо сільських робіт, які слід виконувати в певному місяці.
Складання календарів було настільки популярною справою, що цим зацікавився давньоримський поет Овідій, який склав свій віршований календар, що подавав астрономічні, міфологічні та етіологічні відомості щомісяця шляхом розповіді цікавих історій.

## Fasti Magistrales або Fasti Annales
Подібно до календарів, на каменях почали писати річні хроніки, що включали реєстр вищих магістратів та коротких опис найважливіших подій (різні знамення, видатні святкування, війни, епідемії, подорожчання хліба, тощо), такі як Annales maximi — їх переписували з державних і приватних архівів, завдяки чому вони збереглися до нашого часу. Найважливішими з них є Капітолійські фасти (лат. Fasti Capitolini), що були знайдені на Римському форумі у 1547 році. Вони складаються з двох списків: Консульських фастів (лат. Fasti consulares) та Тріумфальних фастів (лат. Fasti triumphales). Перші містять реєстр консулів з 483 року до н. е., другі — перелік тріумфаторів від заснування міста і до 19 до н. е.
Таким чином, згаданий вище рішучий вчинок Гнея Флавія мав не тільки політичні наслідки, але й суттєво вплинув на точність римської історії. Справа в тім, що хоча фасти і зберігають важливі свідчення з римської хронології з 483 року до н. е., записи для V — пер. пол IV ст. до н. е., істориками вважаються недостовірними, оскільки представники знатних римських родин, аби звеличити своїх предків, зумисне викривляли події та ролі в них певних осіб. Записи др. пол IV ст. до н. е. виглядають дещо краще, і лише приблизно з 300 року до н. е. фасти вважаються доволі точними.
Дуже цінним джерелом з історії Ранньої імперії є Fasti Ostienses, які були знайдені в Остії і які містять щорічний реєстр магістратів та важливі події з 49 до н. е. до 175 н. е.
Всього було знайдено близько десятка подібних давньоримських літописів.

## Зауваження
1. ↑  Згідно підрахунків іншого дослідника, Бартольда Нібура, dies fasti було 38[16]

### Довідники
- Фасти // Літературознавча енциклопедія : у 2 т. / авт.-уклад. Ю. І. Ковалів. — Київ : ВЦ «Академія», 2007. — М — Я. — С. 525.
- Нума Помпилий // Новый энциклопедический словарь / Під заг. ред. акад. К. К. Арсеньєва. — 1911—1916. (рос.)
- Фасты // Советская историческая энциклопедия : у 16 т. / под ред. Е. М. Жукова. — М. : Советская энциклопедия, 1973. — Т. 14. — 1040 ствп.(рос.)
- Fasti // Энциклопедический словарь : в 86 т. (82 т. и 4 доп.). — СПб. : Ф. А. Брокгауз, И. А. Ефрон, 1890—1907. (рос.) (рос.)
- Dies, Fasti, Lex Hortensia, Nundinae // Реальный словарь классических древностей / под ред. членов Общества классической филологии и педагогики Любкер Ф., Ф. Гельбке, Л. Георгиевского, Ф. Зелинского, В. Канского, М. Куторги и П. Никитина. — СПб., 1885.(нім.)(рос.)
- fasti, fastus, fas // WordSense Dictionary. — 2024. (англ.)
- fasti в онлайн-версії «Encyclopædia Britannica».  (англ.)
- Dies, Fasti // A Dictionary of Greek and Roman Antiquities / William Smith, D.C.L., LL.D. — London, England : John Murray, 1875. — 1294 с. (англ.)

### Книжки
- Тит Ливий. Книга І // История Рима от основания города / перевод Г. Ч. Гусейнова, М. Е. Сергеенко,  С. А. Иванова и др. — М. : Наука, 1998. (рос.)
- Паневин К.В. История Древнего Рима. — Санкт-Петербург : Полигон, 1998. — 918 с. — ISBN 5-89173-035-9. (рос.)
- Сергеев И. П. Государственные учреждения древних римлян: поздняя Республика и ранняя Империя: материалы к спецкурсу. — Харьков : ХНУ имени В. Н. Каразина, 2013. — 312 с. — ISBN 978-966-623-922-1. (рос.)

### Статті
- Ketevan Nizharadze. Methods and tools of information dissemination on a daily basis in the ancient world — from Agora to Acta Diurna. — 2022. — Т. Vectors of social sciences. — С. 92—100. (англ.)